# Coppa Italia Dilettanti 2011-2012
La Coppa Italia Dilettanti 2011-12 è un trofeo di calcio il cui vincitore accede direttamente alla Serie D. Nel 2011-2012 viene disputata la 46ª edizione. Nel caso in cui sia già stata promossa in D per la posizione in classifica nel suo campionato, accede alla Serie D la finalista perdente. Se anch'essa è stata già promossa in D, sarà promossa la migliore delle semifinaliste, e se anche la migliore semifinalista è già promossa, ha diritto alla Serie D l'altra semifinalista, e così via. Le squadre partecipanti sono le vincitrici delle fasi regionali dei campionati di Eccellenza e Promozione.

## Squadre partecipanti
| Regione                  | Squadra              | Città (provincia)      |
| ------------------------ | -------------------- | ---------------------- |
| Piemonte e Valle d'Aosta | Verbania             | Verbania               |
| Liguria                  | Imperia              | Imperia                |
| Lombardia                | Caravaggio           | Caravaggio (BG)        |
| Trentino-Alto Adige      | Fersina Perginese    | Pergine Valsugana (TN) |
| Veneto                   | Real Vicenza         | Vicenza                |
| Friuli-Venezia Giulia    | Manzanese            | Manzano (UD)           |
| Emilia-Romagna           | Castellarano         | Castellarano (RE)      |
| Toscana                  | Pisa Sporting Club   | Pisa                   |
| Umbria                   | San Sisto            | San Sisto di Perugia   |
| Marche                   | Tolentino            | Tolentino (MC)         |
| Lazio                    | Rieti                | Rieti                  |
| Abruzzo                  | Sulmona              | Sulmona (AQ)           |
| Molise                   | Termoli              | Termoli (CB)           |
| Campania                 | Savoia               | Torre Annunziata (NA)  |
| Puglia                   | Bisceglie            | Bisceglie (BT)         |
| Basilicata               | Atletico Potenza     | Potenza                |
| Calabria                 | Soverato Virtus 2001 | Soverato (CZ)          |
| Sicilia                  | Real Avola           | Avola (SR)             |
| Sardegna                 | Torres               | Sassari                |

### Le finali regionali
| Regione                  | Vincitrice         | Finalista          | Risultato           | Partecipanti                                                                      |
| ------------------------ | ------------------ | ------------------ | ------------------- | --------------------------------------------------------------------------------- |
| Piemonte e Valle d'Aosta | Verbania           | Sciolze            | 0 - 0 dts (4-3 dcr) | le 32 di Eccellenza                                                               |
| Liguria                  | Imperia            | Sestri Levante     | 0 - 0 dts (3-0 dcr) | 48 (16 di Eccellenza e 32 di Promozione)                                          |
| Lombardia                | Caravaggio         | Sestese            | 0 - 0 dts (5-4 dcr) | le 54 di Eccellenza                                                               |
| Trentino-Alto Adige      | Fersina Perginese  | Neugries Bozen     | 4 - 0               | 48 (16 di Eccellenza e 32 di Promozione)                                          |
| Veneto                   | Real Vicenza       | Vittorio SMC       | 2 - 0               | le 32 di Eccellenza                                                               |
| Friuli-Venezia Giulia    | Manzanese          | Torviscosa         | 2 - 1 dts           | 48 (16 di Eccellenza e 32 di Promozione)                                          |
| Emilia-Romagna           | Castellarano       | Imolese            | 1 - 1 dts (6-5 dcr) | le 37 di Eccellenza                                                               |
| Toscana                  | Pisa Sporting Club | Olimpia Colligiana | 1 - 0 e 0 - 0       | 34 di Eccellenza                                                                  |
| Umbria                   | San Sisto          | Nestor Marsciano   | 1 - 0               | le 16 di Eccellenza                                                               |
| Marche                   | Tolentino          | Biagio Nazzaro     | 2 - 1 dts           | le 18 di Eccellenza                                                               |
| Lazio                    | Rieti              | Pisoniano          | 2 - 1               | le 36 di Eccellenza                                                               |
| Abruzzo                  | Sulmona            | Rosetana           | 4 - 1               | le 18 di Eccellenza                                                               |
| Molise                   | Termoli            | Campobasso         | 2 - 2 dts (7-6 dcr) | 32 (16 di Eccellenza e 16 di Promozione)                                          |
| Campania                 | Savoia             | Agropoli           | 2 - 1               | 96 (32 di Eccellenza e 64 di Promozione)                                          |
| Puglia                   | Bisceglie          | Liberty Monopoli   | 1 - 0               | le 16 di Eccellenza                                                               |
| Basilicata               | Atletico Potenza   | GR Valdiano        | 1 - 0 dts           | 31 (16 di Eccellenza e 15 di Promozione)                                          |
| Calabria                 | Soverato           | Rossanese          | 3 - 0               | 47 (16 di Eccellenza e 31 di Promozione)                                          |
| Sicilia                  | Real Avola         | Riviera Marmi      | 1 - 1 dts (5-3 dcr) | 31 di Eccellenza                                                                  |
| Sardegna                 | Torres             | Taloro Gavoi       | 2 - 1               | le 18 di Eccellenza                                                               |
| Totale                   | 19 club ammessi    | -                  | -                   | 692 club partecipanti alle fasi regionali (470 di Eccellenza e 222 di Promozione) |

## Fase eliminatoria a gironi
Le 19 squadre partecipanti al primo turno (15-29 febbraio) verranno divise in 8 gironi:
- I gironi A, B e G sono composti da 3 squadre
- I gironi C, D, E, F e H sono composti da 2 squadre

I gironi sono stati sorteggiati come segue:

### Girone A
| Squadra       | P.ti | G | V | N | P | GF | GS | DR |
| ------------- | ---- | - | - | - | - | -- | -- | -- |
| 1. Verbania   | 4    | 2 | 1 | 1 | 0 | 3  | 2  | +1 |
| 2. Imperia    | 4    | 2 | 1 | 1 | 0 | 2  | 1  | +1 |
| 3. Caravaggio | 0    | 2 | 0 | 0 | 2 | 1  | 3  | -2 |

| 15 febbraio 2012, ore 14:30 | Caravaggio | 1 – 2 | Verbania |  |

| 22 febbraio 2012, ore 14:30 | Imperia | 1 – 0 | Caravaggio |  |

| 29 febbraio 2012, ore 14:30 | Verbania | 1 – 1 | Imperia |  |

### Girone B
| Squadra              | P.ti | G | V | N | P | GF | GS | DR |
| -------------------- | ---- | - | - | - | - | -- | -- | -- |
| 1. Fersina Perginese | 4    | 2 | 1 | 1 | 0 | 1  | 0  | +1 |
| 2. Manzanese         | 2    | 2 | 0 | 2 | 0 | 0  | 0  | 0  |
| 3. Real Vicenza      | 1    | 2 | 0 | 1 | 1 | 0  | 1  | -1 |

| 15 febbraio 2012, ore 14:30 | Real Vicenza | 0 – 0 | Manzanese |  |

| 22 febbraio 2012, ore 14:30 | Fersina Perginese | 1 – 0 | Real Vicenza |  |

| 29 febbraio 2012, ore 14:30 | Manzanese | 0 – 0 | Fersina Perginese |  |

### Girone C
| 15 febbraio 2012, ore 14:30 | Pisa Sporting Club | 2 – 1 | Castellarano |  |

| 22 febbraio 2012, ore 14:30 | Castellarano | 2 – 2 | Pisa Sporting Club |  |

### Girone D
| 15 febbraio 2012, ore 14:30 | San Sisto | 0 – 2 | Tolentino |  |

| 22 febbraio 2012, ore 14:30 | Tolentino | 0 – 0 | San Sisto |  |

### Girone E
| 15 febbraio 2012, ore 14:30 | Torres | 3 – 2 | Rieti |  |

| 22 febbraio 2012, ore 14:30 | Rieti | 2 – 2 | Torres |  |

### Girone F
| 22 febbraio 2012, ore 14:30 | Termoli | 0 – 0 | Sulmona |  |

| 29 febbraio 2012, ore 14:30 | Sulmona | 1 – 1 | Termoli |  |

### Girone G
| Squadra             | P.ti | G | V | N | P | GF | GS | DR |
| ------------------- | ---- | - | - | - | - | -- | -- | -- |
| 1. Bisceglie        | 6    | 2 | 2 | 0 | 0 | 6  | 2  | +4 |
| 2. Atletico Potenza | 3    | 2 | 1 | 0 | 1 | 4  | 4  | 0  |
| 3. Savoia           | 0    | 2 | 0 | 0 | 2 | 1  | 5  | -4 |

| 15 febbraio 2012, ore 14:30 | Savoia | 1 – 2 | Bisceglie |  |

| 22 febbraio 2012, ore 14:30 | Atletico Potenza | 3 – 0 | Savoia |  |

| 29 febbraio 2012, ore 14:30 | Bisceglie | 4 – 1 | Atletico Potenza |  |

### Girone H
| 15 febbraio 2012, ore 14:30 | Soverato Virtus 2001 | 3 – 0 | Real Avola |  |

| 22 febbraio 2012, ore 14:30 | Real Avola | 1 – 2 | Soverato Virtus 2001 |  |

## Fase a eliminazione diretta

### Quarti di Finale
| Squadra 1 | Totale          | Squadra 2          | Andata | Ritorno |
| --------- | --------------- | ------------------ | ------ | ------- |
| Verbania  | 3 - 1           | Fersina Perginese  | 3 - 0  | 0 - 1   |
| Tolentino | 1 - 2           | Pisa Sporting Club | 1 - 0  | 0 - 2   |
| Torres    | 2 - 3           | Termoli            | 2 - 2  | 0 - 1   |
| Bisceglie | 2 - 2 (5-4 dcr) | Soverato Virtus    | 2 - 0  | 0 - 2   |

### Semifinali
| Squadra 1          | Totale | Squadra 2 | Andata | Ritorno |
| ------------------ | ------ | --------- | ------ | ------- |
| Pisa Sporting Club | 5 - 2  | Verbania  | 4 - 0  | 1 - 2   |
| Termoli            | 1 - 3  | Bisceglie | 0 - 1  | 1 - 2   |

### Finale
La finale che ha premiato la squadra vincente con un posto in Serie D, si è disputata il 18 aprile allo stadio Flaminio di Roma in gara unica.
| Squadra 1          | Risultato | Squadra 2 |
| ------------------ | --------- | --------- |
| Pisa Sporting Club | 1 - 2     | Bisceglie |

| Arbitro: | Jouness (Torino) |

| |            | |
| F.Balestri 47’ | Marcatori  | 3’, 78’ Di Rito |
| · Licciardi · Bugliani · J. Balestri · Brondi · Pagani · Rossi · Beltramme · Tamberi · Gori · (69' Alberti) F.Balestri · Arricca | Formazioni | · Lo Iodice · Sabini · Di Bari · La Fortezza · Montrone (87' Ingrosso) · Martinelli · Logrieco · Lorusso · Di Rito · Tenzone (63' Piscopo) · Moscelli |
| Roventini | Allenatori | Ragno |